# عرب‌های هور
عرب‌های هور یا مردم هورنشین (عربی: عرب الأهوار) که با نام معدان (معیدی) نیز شناخته می‌شوند، بومیان ساکن هورهای بین‌النهرین هستند که در جنوب عراق در طول مرزهای ایران واقع شده‌است.
عرب‌های هور مردمی اند که به صورت ابتدائی زندگی می کنند از طوایف و اتحادیه‌های طایفه‌ای گوناگون، مانند قبیله سواعد و عشایر پیمان بسته با این قبیله، و همچنین طوایف دیگر مانند البو محمد، سواری، حیادر و سادات آلبوغدیمی تشکیل یافته‌اند و فرهنگی منحصربه‌فرد را در مرکزیت منابع طبیعی هورها پدیدآورده‌اند. بسیاری از بومیان هور به علت خشک کردن هورها در زمان انتفاضه شعبانیه و بعد از آن آواره شده‌اند. ویلفرد تزیجر یکی از سفرنامه نویسانی است که بر روی زندگی عرب‌های هور در عراق و خوزستان بسیار تمرکز کرد و کتابی با نام عرب‌های هور نوشت.

## فرهنگ
معدان به معنی ساکنان هور است و به صورت تحقیرآمیز توسط عرب‌های متمدن بین النهرین برای اشاره به ساکنان تالاب‌های جنوب عراق استفاده می‌شده‌است.
معدان به یک گویش محلی از عربی عراقی صحبت می‌کنند و به صورت سنتی گونه‌ای از لباس عربی را می‌پوشند که برای مردها شامل دشداشه و چفیه است که چفیه را دور سرشان به صورت عمامه می‌پیچند و البته بعضی می‌توانند از عقال استفاده کنند. از نظر قرابت فرهنگی شباهت زیادی با عرب‌های خوزستان دارند.

### کشاورزی

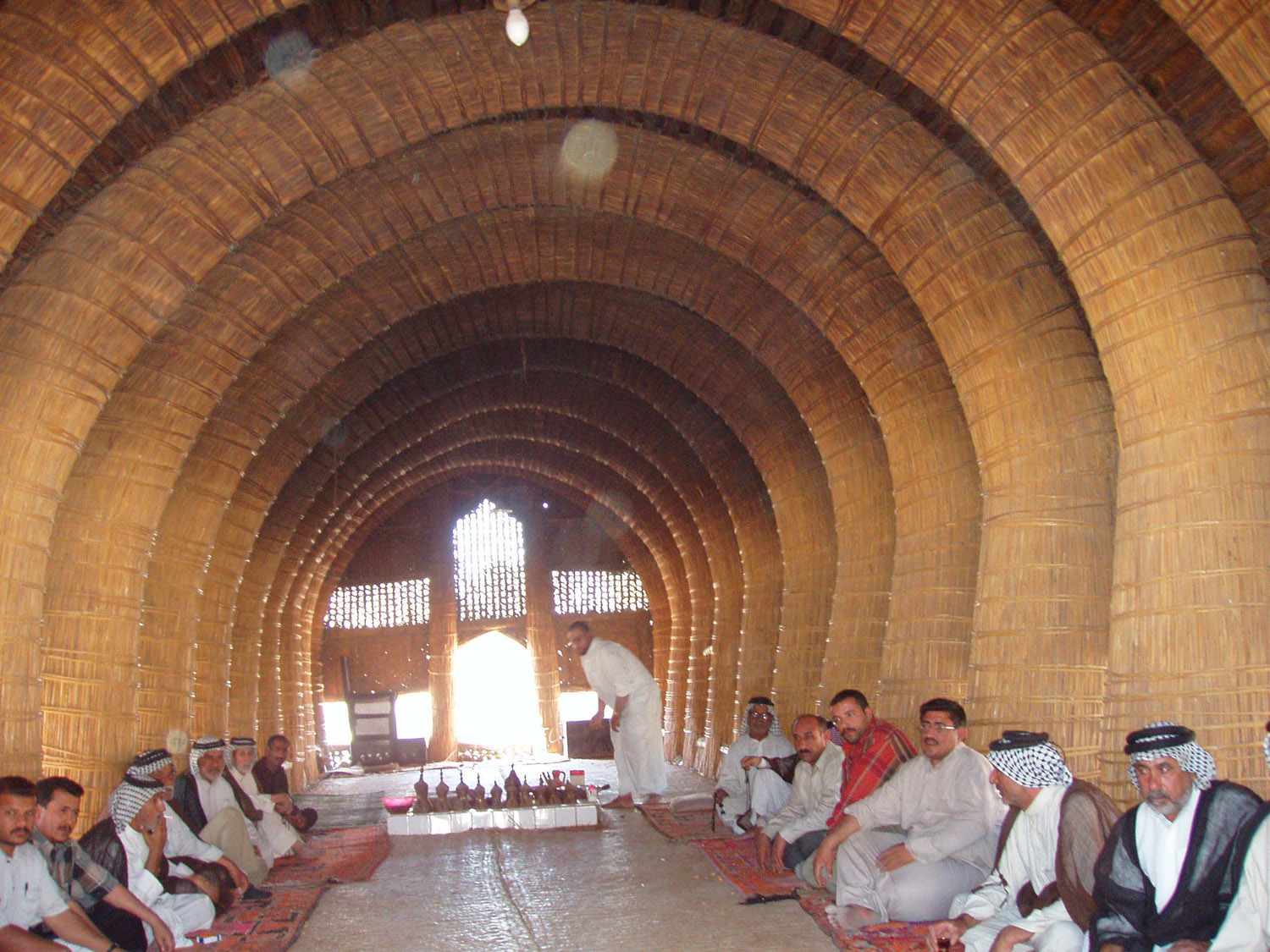
درون یک مضیف

جامعهٔ عرب هورنشین معمولاً به سه پیشه مشغولند، دستهٔ نخست به پرورش گاومیش می‌پردازد و دستهٔ دوم به کشت برنج، گندم، جو و ارزن مروارید می‌پردازند همچنین پرورش گاو و گوسفند نیز از دیگر فعالیت‌های آن‌ها است. کشت برنج در این میان اهمیت ویژه‌ای دارد که در زمین‌های کوچکی که ماه آوریل خالی می‌شوند و در میانه ماه مه به زیر کشت می‌روند انجام می‌شود. در این منطقه فصل زراعت بر پایهٔ موقعیت ستارگان تعیین می‌شود.
اکثر مردم هورنشین با نیزه به شکار گاومیش ، ماهی ، پرندگان و آهو و گوزن می پردازند
بعضی از شاخه‌های معدان به صورت کوچرو زندگی می‌کنند این افراد گاومیشهای خود را در فصل‌های مختلف در نقاط مختلف هور جابه‌جا می‌کنند. بعضی ماهی‌گیر اند و به صید ماهی زردپرو پرندگان و گاومیش ها و آهو ها می‌پردازند که با نیزه و سم تاتوره انجام می‌شود، اما ماهی‌گیری در ابعاد وسیع‌تر با تور تا دوران اخیر توسط معدان به عنوان حرفه‌ای ناشایست شناخته می‌شد و بیشتر توسط طایفه‌ای جدا و سطح پایین که با عنوان بربریه شناخته می‌شد صورت می‌گرفت. در اوایل ۱۹۹۰ در هر حال، حدود ۶۰٪ ماهی‌های به دست آمده از آب‌های داخلی عراق از هورها صید می‌شدند.
در اوایل سدهٔ بیستم، پیشهٔ تازهٔ حصیربافی از نی، در ابعاد تجاری، وارد زندگی عرب‌های هور شد. پیشه‌وران حصیربافی با اینکه اکثراً از کشاورزان درآمد بیشتری داشتند اما کشاورزان و معدان، آن‌ها را با چشم حقارت می‌نگریستند. با این حال مشکلات اقتصادی سبب شد تا این پیشه به‌سرعت به‌عنوان یک حرفهٔ قابل احترام پذیرفته شود.

### دین
نصف مردم هور از مسلمانان شیعه هستند، ا گروه‌های بزرگ از مردم آرامی زبان غیر عرب مندائی (بیشتر به عنوان سازنده قایق و صنعتگر و شکار مشغولند) در میان آن‌ها زندگی می‌کنند. پیوستگی بومیان با قبایل عرب ساکن ایران ممکن است در گسترش مذهب تشیع در میانشان تأثیر گذاشته باشد. ویلفرد تزیجر گزارش می‌دهد که در حالی که تعداد کمی از مردم هورنشین را دیده که به حج رفته باشند، بسیاریشان برای زیارت به مشهد رفته‌اند (که با عنوان زائر شناخته می‌شوند). یک تعداد از خانواده‌ها نیز خود را سید می‌دانند و چفیه سبز بر سر می‌بندند.
معدان بیشتر عبادت‌هایشان را به صورت انفرادی انجام می‌دهند زیرا هیچ مکان مذهبی‌ای در هور وجود ندارد. بعضی به زیارت مقبره عزیردر هورالعظیم می‌روند که یکی از چند مکان مذهبی از هر نوعی در منطقه‌است.

### جامعه

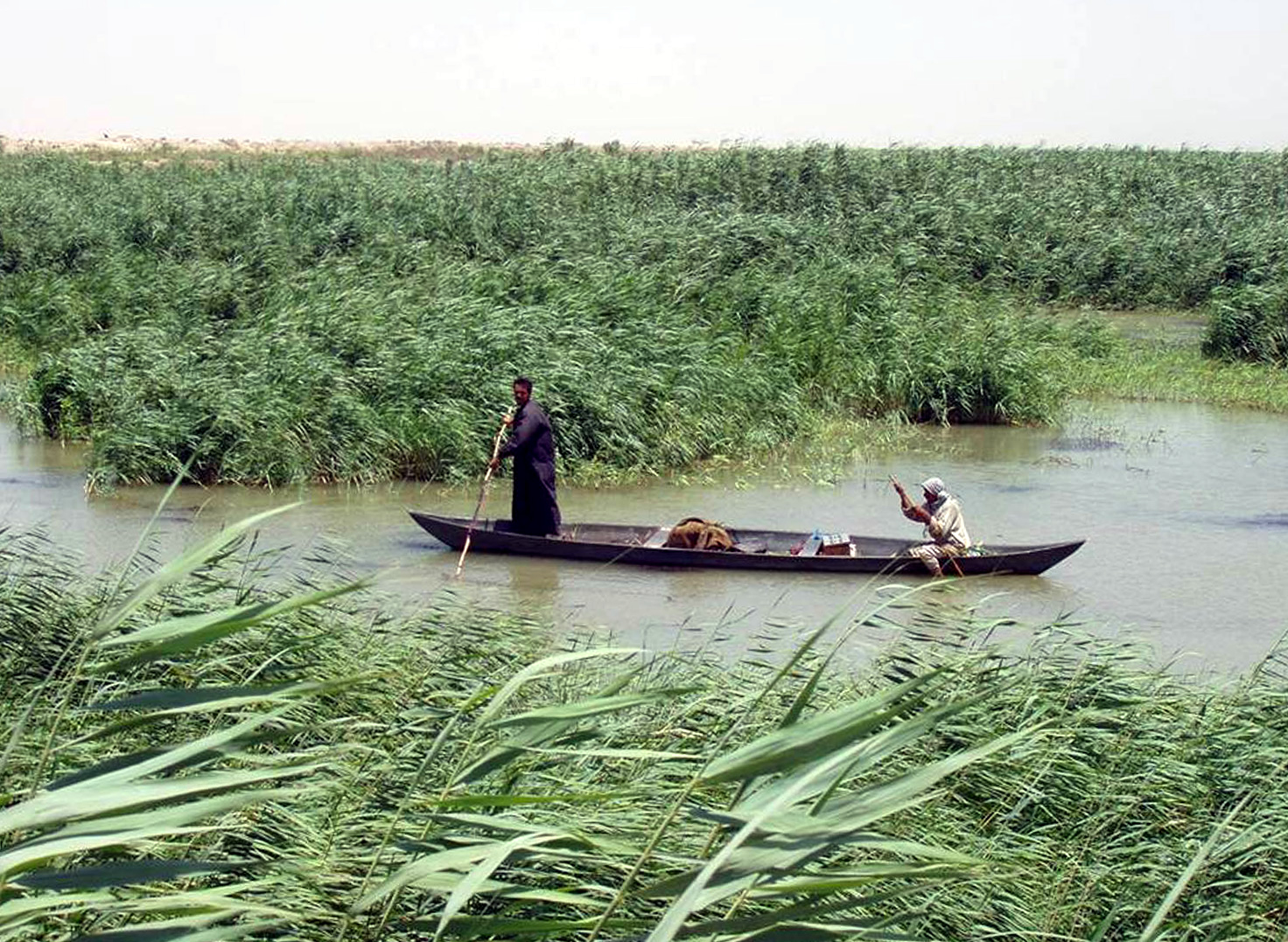
عرب‌های هور سوار بر مشحوف

مانند اکثر قبیله‌های جنوب عراق تصمیم گیرنده اصلی قبیله است. تا به امروز، هر گروه از عرب‌های هور به منظور ساخت مضیف از میان قبیله‌اش پول جمع می‌کند، مضیف مهمانخانه‌ای قبیله‌ای است که نقش یک مرکز سیاسی، اجتماعی، قضایی و دینی را در زندگی عرب‌های هور بازی می‌کند.. مضیف به عنوان مکانی برای حل و فصل اختلافات، مذاکره با دیگر قبایل و همچنین مرکزی برای برگزاری جشن‌های مذهبی و غیر مذهبی مورد استفاده قرار می‌گیرد. همچنین مکانی است که بازدیدکنندگان در آن مورد مهمان نوازی قرار می‌گیرند. با اینکه نقش اصلی با قبیله‌است، هر روستای معدان (که ممکن است از قبایل گوناگون تشکیل شده باشد) می‌تواند از تصمیمات رئیس آن بخش از قبیله (که مقامی ارثی است) نیز پیروی کند.
خون بها، که تنها می‌تواند توسط رئیس‌ها حل و فصل شود، یکی از ویژگی‌های زندگی عرب‌های هور است که در میان بادیه‌نشینان عرب نیز مرسوم است. بسیاری از مسائل شرافتی در میان عرب‌های هور به بادیه‌نشینان شبیه‌است.
بسیاری از عرب‌های هور در خانه‌های حسیری قوسی شکلی که خیلی از مضیف کوچکتر است زندگی می‌کنند. این سکونت‌گاه‌ها به‌طور معمول کمی بیش ازو ۲ متر عرض، ۶ متر طول و ۳ متر ارتفاع دارند و معمولاً کنار آب یا بر روی جزایر مصنوعی حصیری که به آن کباشه می‌گویند بنا می‌شوند. نوع پایدارتری از این جزایر که از لایه‌های حصیر و لجن ساخته می‌شوند نیز موجود است که به آن دیبین می‌گویند. خانه‌ها از دو طرف باز هستند و در میانشان پرده‌ای موجود است. یک قسمت برای سکونت مورد استفاده قرار می‌گیرد و یک قسمت برای نگهداری حیوانات در شرایط بد جوی. ربا سکونتگاهی حسابی‌تر است که با ورودی شمالی‌اش شناخته می‌شود و در صورتی که مضیفی موجود نباشد به عنوان مهمانخانه مورد استفاده قرار می‌گیرد. قایق‌های سنتی (مشحوف و ترادا) برای جابه‌جایی مورد استفاده قرار می‌گیرند. معدان در فصل‌هایی که سطح آب پایین است برای ایجاد کانال گاومیشها را از میان باتلاقها رد می‌کنند که می‌تواند توسط قایق‌ها مورد استفاده قرار بگیرد.
محیط هورها باعث شیوع بومی بیماری‌های خطرناکی مانند مالاریا و تب حلزون شده‌است. همچنین کشاورزی و خانه‌های معدان در برابر سیل‌ها و خشکسالی‌های دوره‌ای آسیب‌پذیر است.

### ارتباط با آکدی ها و آشوری ها
خاستگاه معدان هنوز هم توجه بسیاری را به خود جلب کرده‌است. قوم نگار استعمار بریتانیا طبقه‌بندی بسیاری از رسوم اجتماعی معدان را سخت دانسته و بر این باور است که ایشان ممکن است خاستگاهی از بین النهرین داشته باشند.
بسیاری از محققان ارتباطاتی تاریخی و ژنتیکی میان سامی ها مطرح کرده‌اند. بر پایه فعالیت‌های کشاورزی اشتراکی و روش‌های ساخت خانه‌ها (خانه های کاه گلی 
و مضیف های نی) . در صورتی که هیچ گزارشی از قبایل هورنشین تا قبل از قرن نهم پس از میلاد موجود نیست و آکدی ها توسط آشوریان در ۱۸۰۰ قبل از میلاد منقرض شده‌اند چیزی حدود ۲۷۰۰ سال پیش آن است

## ۱۹۹۱ تا ۲۰۰۳

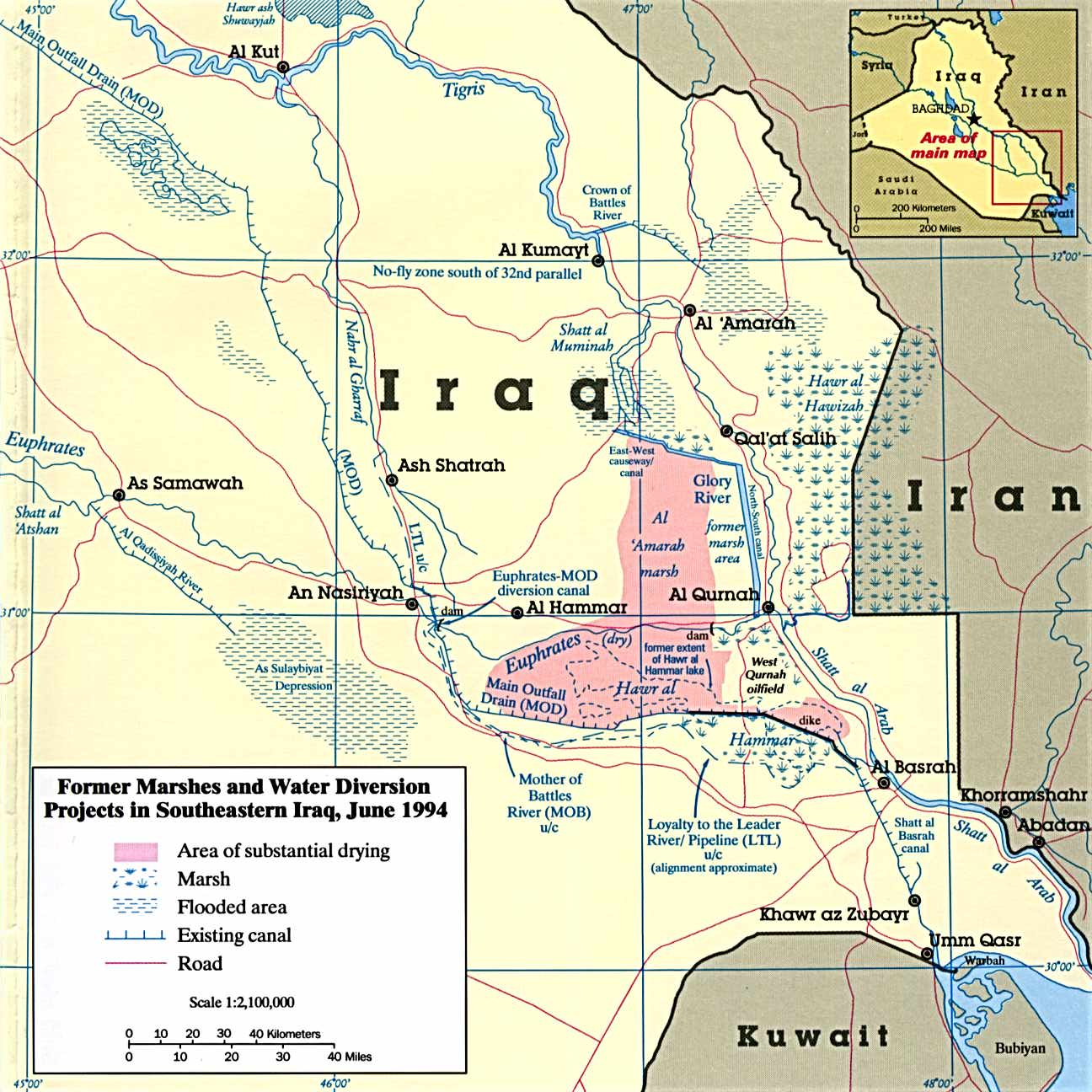
نقشه هورهای بین‌النهرین در ۱۹۹۴ که مناطق تخلیه شده را نیز نشان می‌دهد

هورها بارها به عنوان پناهگاه توسط عناصر مورد آزار و اذیت دولت صدام حسین مورد استفاده قرار گرفته شده، همان‌گونه که در قرون گذشته پناهگاه بردگان و رعایای فراری بوده‌است برای نمونه در جریان شورش صاحب الزنج. در میانه دهه هشتاد میلادی قیام کوچکی علیه پروژه تخلیه و اسکان مجدد حزب بعث در این مناطق گسترش یافت؛ که توسط عبدالکریم المحمداوی از البو محمد تحت عنوان ابوحاتم رهبری می‌شد.
اخلال در آبگیری هورها در دهه ۱۹۷۰ با گسترش پروژه‌های آبیاری آغاز شده بود اما پس از جنگ خلیج فارس در ۱۹۹۱ دولت عراق به تلافی انتفاضه شعبانیه به شدت آغاز به انجام برنامه‌ای برای منحرف کردن سیلاب‌های دجله و فرات از هورها کرد. این امر نخست منابع غذایی عرب‌های هور را از بین می‌برد و غیر از آن جلوی باقی‌ماندن شبه نظامیان در هورها را می‌گرفت چه نیروهای لشکر بدر و دیگر شبه نظامیان از هورها به عنوان پوشش استفاده می‌کردند. این برنامه با یک سری مقالات رژیم که حاوی تبلیغات سیاسی مستقیم علیه معدان بود همراه شد. تبدیل سیستماتیک هورها به نمکزار، بومیان را وادار به خروج از سرزمین‌هایشان کرد. روستاهای هور مورد حمله واقع شدند و به آتش کشیده شدند و گزارش‌هایی از مسموم کردن عمدی آب داده شد.
جمعیت عمده معدان در نواحی مجاور هورهای تخلیه شده آواره شدند و شیوهٔ کشاورزی سنتی شان را ترک کرده و به شهرها و کمپ‌ها و مناطق دیگری در عراق یا کمپ‌های پناهندگان در ایران رفتند. تخمین‌های سال ۲۰۰۳ برآورد می‌کند که تنها ۱٬۶۰۰ نفر از ایشان به صورت سنتی بر روی دبین‌ها زندگی می‌کنند. هور الحمار در غرب و هور القرنه در مرکز کاملاً خشک شدند و هور الحویزه در شرق به صورت چشمگیری عقب نشسته‌است.
عرب‌های هور که جمعیتشان در ۱۹۵۰ حدود نیم میلیون نفر برآورد می‌شد. در عراق بنا به گزارش سازمان ملل متحد به کمتر از ۲۰۰٬۰۰۰ نفر کاهش یافته‌اند. برآورد می‌شود که حدود ۸۰٬۰۰۰ تا ۱۲۰٬۰۰۰ نفر هم در اردوگاه‌های پناهندگان در ایران باشند.

## پس از ۲۰۰۳

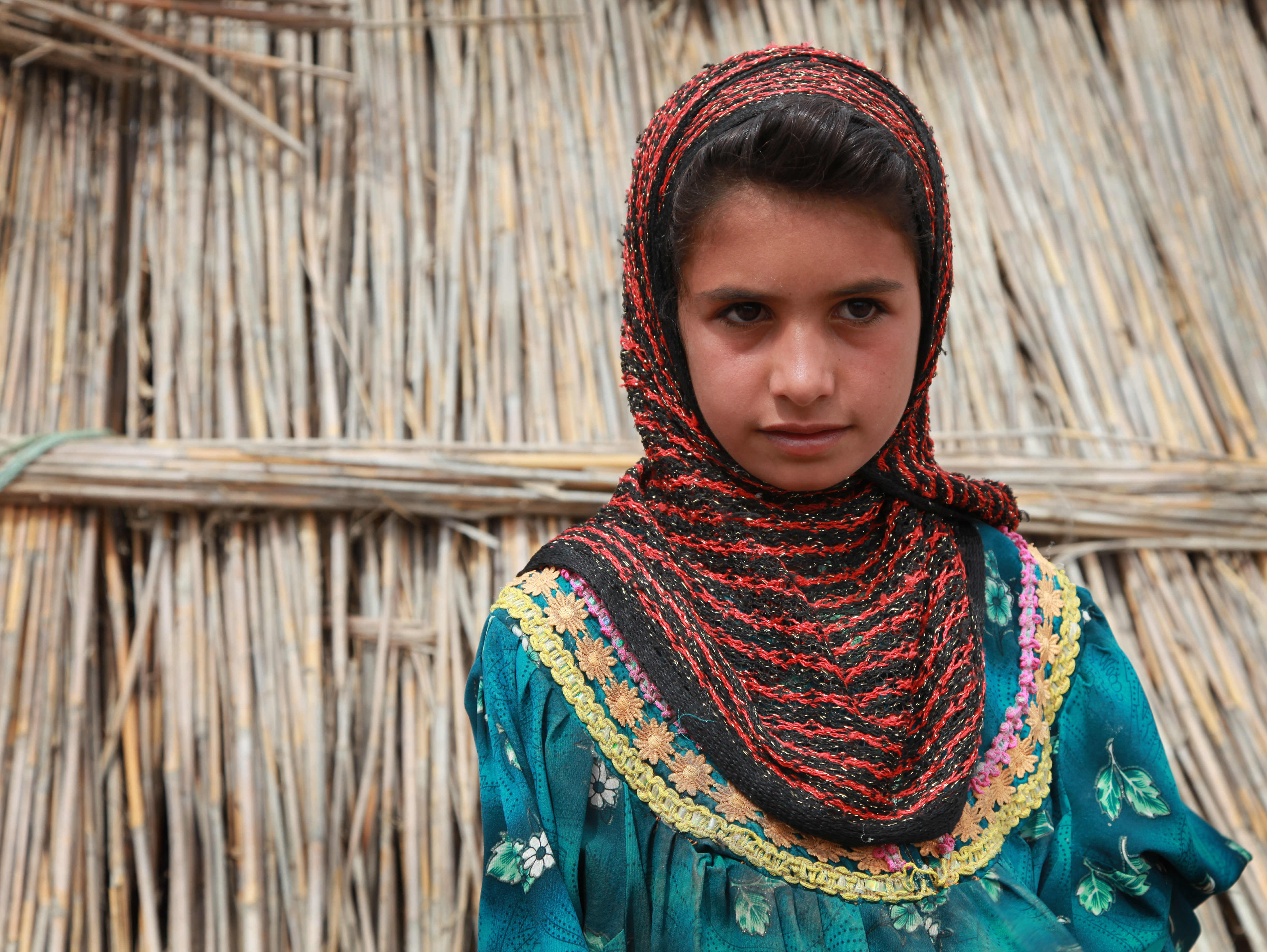
دخترکی از عرب‌های هور در ۲۰۱۰

با شکستن سدها توسط تشکل‌های محلی به دنبال حمله آمریکا به عراق در سال ۲۰۰۳ و پایان چهار سال خشکسالی مطابق آن فرایند معکوس شد و هورها به میزان قابل توجهی تجدید شدند. اکنون حدود ۵۰٪ مناطق مرطوب ۱۹۷۰ دوباره زیر آب رفته‌اند که تجدید قابل توجه هور الحمار و هور الحویزه و تجدید برخی مناطق هور القرنه را در پی داشته‌است.
تلاش‌ها برای بازیابی هورها منجر به پیدایش نشانه‌های تدریجی تجدید حیات درشان شد، همچنان که آب بیابان‌های سابق را بازیابی می‌کند، اما بازیابی کامل اکوسیستم ممکن است خیلی بیشتر از زمانی که طول کشید که تخریب شود، زمان ببرد. تنها چند هزار نفر از نیم میلیون عرب هور در منطقه باقی‌مانده‌اند. بیشترشان در دیگر مناطق شیعه‌نشین عراق به صورت پناهنده زندگی می‌کنند یا به ایران مهاجرت کرده‌اند و خیلی‌هایشان نمی‌خواهند به خانه‌های گذشته و شیوه زندگی گذشته‌شان برگرند که علی رقم استقلال با فقر و سختی شدید همراه بوده‌است. یکی از گزارش‌های نمایندگی ایالات متحده آمریکا برای انکشاف بین‌المللی اشاره دارد که زمانی که عده‌ای از معدان انتخاب کردن که به کارهای سنتی‌شان در هور بازگردند، به خصوص در هور الحمار، در مدت زمان کوتاه آبگیری دوباره، آن‌ها از آب آشامیدنی تمیز، بهداشت و امکانات آموزشی محروم ماندند.
بسیاری از عرب‌های هور بازگردانده شده به عضویت حزب‌الله عراق درآمده‌اند؛ عده‌ای دیگر به هواداران مقتدی الصدر پیوسته‌اند، که از طریق هر کدام آن‌ها کنترل سیاسی استان میسان عراق را به دست آورده‌اند. بی‌ثباتی سیاسی و دشمنی‌های محلی، که با فقر در میان جمعیت محروم عرب‌های هور تشدید می‌شود، به‌عنوان مشکلی جدی باقی‌مانده‌است.

## فیلم‌ها

نمایی از مستند ایران جنوب غربی

فیلم‌هایی که دربارهٔ عرب‌های هور ساخته شده‌است:
- ایران جنوب غربی (مستند)، به کارگردانی محمد رضا فرطوسی، ۲۰۱۰
- طلوع جهان (L'Aube du monde)، به کارگردانی عباس فاضل، ۲۰۰۸
- همسفر خاموش، به کارگردانی الهام حسین‌زاده، ۲۰۰۴
- زمان، مرد حصیری (Zaman, l'homme des roseaux)، به کارگردانی عامر الوان، ۲۰۰۳
- هورها (الأهوار)، به کارگردانی قاسم حول، ۱۹۷۵